# 共立薬品工業
共立薬品工業株式会社（きょうりつやくひんこうぎょう）は医薬品の販売・製造を主業とする日本の企業。

## 概要
本社・工場は奈良県高市郡高取町に所在する。主に、傷薬やかゆみ止めなどの外皮用薬や外用消炎鎮痛薬などを製造販売しており、他社製品、他社商品のOEM製造をも行っている。
奈良県では絆創膏を「リバテープ」と呼ぶが、リバテープ製薬の製品（リバテープ）ではなく共立薬品工業の「キズリバテープ」の略である。